# 오 마이 G!
《오 마이 G!》(영어: Oh My G!)는 2015년 방영된 필리핀의 드라마이다.